# 少女魔法学リトルウィッチロマネスク
『少女魔法学リトルウィッチロマネスク 』（しょうじょまほうがく リトルウィッチロマネスク）はアダルトゲームメーカーLittlewitchが製作したWindows用のアダルトゲーム。2005年7月29日に発売された。2008年6月27日には本作のフルボイス版であり、おまけシナリオが追加されたeditio perfecta（完全版）が発売された。
ブランド名でもある、「Little witch」（=小さな魔女）を意識した作品。処女作がSF的な「近未来」、2作目である前作がクラシックを題材とした「現代」の話を中心としているが、今作では、ファンタジー要素を意識させる作品となっている。

## ストーリー
主人公のドミノは9人目の大魔法使いとなった優秀な人物である。しかし、他の大魔法使いが魔法を出世の道具としてしか見ていないことに嫌気がさし、帝都を離れて辺境に1000年以上昔から建つと言われる「黒の塔」に住むことを決意する。
しかし他の大魔法使いたちがそんな勝手を許すはずもなく、「3年間で一人前の魔法使いを育てること」を黒の塔に住むことの交換条件として持ち出してきた。通常何十年もかかる魔法使いの育成をたったの3年で行うのは無理難題な上、育てることとなった2人の少女は魔法院でも持て余している子達だった。果たしてドミノは無事にこの課題をこなすことができるのか。

## キャラクター
通常版では、声はアリア・カヤのみシステムボイスとしてゲーム本編に登場。それ以外はドラマCDで新規に配役された。また、完全版では一新されている。（声：通常版・ドラマCD/完全版）

### 主人公
ドミノ
声：寺島拓篤/竹田いづも
大魔法使いの青年。過去に冒険者として活動していた時期があり、メレットやマリエラとはその頃に知り合った。

### メインヒロイン
アリア・ヴァングリフ
声：本井えみ/野神奈々
主人公の弟子として魔法を学んでいく少女の1人。北の大貴族「ヴァンクリフ公」の次女で、兄二人と姉が一人いる。貴族故の窮屈な生活と、 親が勝手に婚約相手を決めてしまったことに腹を立てて家出をして魔法院に入った。少々勝気なところと自信家すぎるところがあり、おしとやかなカヤと自分を比べて凹むこともしばしばある。しかし根が真面目であり努力家であることから、様々な試練を乗り越え成長していく。貴族の娘らしくかわいい服やお菓子に目がない。家事は苦手で失敗も多い。
カヤ・シャビエ
声：和田カヨ/西田こむぎ
主人公の弟子として魔法を学んでいく少女の1人。閉鎖的な少数民族「ロシタリ」出身。純血を重んじるロシタリ族の中にあって他民族との混血児であるということが原因で村を追われることとなり、その後は魔法院に入る。大人たちに囲まれた活動や、都会的な魔法院での生活になじめずにいた。大人しく引っ込み思案なカヤはアリアとは性格も思考も対極であり、仲違いすることもあったが、生活を進めるうちに打ち解けていく。好きなことは昼寝、お風呂、そして歌を歌うこと。

### サブヒロイン
マリエラ・グランバック
声：寺田はるひ/桜川未央
建築家。魔法院など様々な有名建築物を手がける売れっ子建築家。その性格は、一言で言うと「完璧主義者」といえ、美しい建築物だけでなく生活全般にいたるまでにこだわりがある。以前、ドミノとはなんらかの関係があったらしい。黒の塔の建築物としての素晴らしさに惚れこみ、そのまま住み込んでしまう。塔の増築、改装をしてくれるが、作業が終わった後には気分をすっきりさせるために体を求める癖がある。
オルガ・クローゼ
声：-/和葉
幼少期より、「癒しの奇蹟」が使えたため、法王庁から「癒しの聖女」の称号を授けられる。聖女であるということに加え、その質素で真面目な性格から、法王庁のみならず民衆からも絶大な人気を誇る。物語序盤でドミノの人柄を見極めるために黒の塔に来訪し、そのまま住み着く。
フィアンナ・メロワ
声：能登麻美子/中家志穂
現皇帝の一人娘で、「花のフィアンナ姫」と呼ばれている。宮廷で大事に育てられたため、他人の悪意にひどく鈍感で何事も好意的に受け取ってしまう。国をより豊かにするための方策を父である皇帝に提案するなど、単なる箱入り姫様ではないようだ。趣味の絵画は非常に独創的なのだが、それを指摘できる（しようとする）人間はいない。
オリヴィア
声：桑谷夏子/白井綾乃
元奴隷剣闘士で現在は賞金稼ぎ。通称「魔嬢オリヴィア」。6匹の猟犬を自在に操り、戦い、剣闘場無敗の伝説と共に自由の身を勝ち取った。元は高貴な身分だったが、とある事情により奴隷となった。気丈な性格だが、素直で他人思いなやさしい一面も併せ持つ。
メレット
声：-/本山美奈
昔、主人公ドミノと共に冒険したエルフ。「墓穴を掘る」という言葉がぴったりの、はた迷惑な存在。虚言癖とまではいかないものの、大げさに物を言ったりすることが多い。しかし、その嘘を突き通すために協力も厭わないという面倒見のよさは感嘆すべき憎めない女性。

### サブキャラクター
ティエ
声：門脇舞/佐々留美子
フィアンナ付きのメイド。猫耳、猫シッポを持つシャオ族の出身。シャオ族は代々女性しか生まれない種族で、主に有力貴族などに付き子孫を残す。ティエも例に漏れず、皇帝のハーレムに献上される予定だったが、ティエのことを気に入ったフィアンナが自分付きのメイドとする。そのことでフィアンナ姫には多大な感謝をしている。発情期が存在し、発情期になると体を求めてしまう。
コンスタンティーヌ
声：-/金田まひる
元妖精王。人間と交わったため妖精界に帰れなくなった困った妖精。性格は破綻しており、人をおちょくるような言動を繰り返す。元妖精王なだけはあり、その魔法能力の高さによって様々な魔法道具を生み出す。波乱万丈な一生を送っており、自分も、他人にとってもそれこそが幸せだと信じて疑わない。
セファ
声：力丸乃りこ/東かりん
遥か以前の黒の塔の塔主によって召喚された天使。天使としての実力は最下層なのだが、それでも人間を遥かに超える魔力を持っている。誰の言うことでも素直に聞いてしまい、また善悪の判断もついていないので、放っておくと何をしでかすかわからないトラブルメーカー。ドミノのことは「ますたぁ」と呼ぶ。
ロゼッタ
声：-/風音
オルガの警護を担当している女騎士。騎士の家系に生まれ、さらに家に男子が生まれなかったことから女性でありながら騎士として育てられた。自分は騎士だと自覚しながらも女性らしくないことを気にかけている。
エルモア
声：平松晶子/まきいづみ
ヴァングリフ公の母。すなわちアリアの祖母に当たるが、外見はとてもそうは見えないほど若々しい。アリアには自分のことを「エルモアお姉様」と呼ばせており、「おばあさま」と呼ばれることを非常に嫌う。

## システム
開発元のLittlewitchは、会話シミュレーション部分に、漫画を読んでいるかのような錯覚を覚えさせるFFD（フローティングフレームディレクター）という独自のシステムを導入していることで知られるメーカーだが、前作であるQuartett!のシナリオが短いという評価を受けてか、今作からはフルFFDとせず、立ち絵にFFDで吹き出しを表示する形式とすることでシナリオの量を確保している。
Lesson・Learning
主人公の弟子であるアリアとカヤの育成にかかわるパート。6面ダイスを3つ振って出た絵柄により「スピリット」と呼ばれるポイントが貯まり、それを必要分消費することで魔法を習得することができる。スピリットには5種類あり、それぞれの魔法によってLearning（習得）に必要なスピリットの種類や量が異なる。
習得した魔法はLesson中に特定の組み合わせの絵柄を揃えることで発動し、ダイスから出るスピリットが増えるなど様々な特殊効果が発現する。魔法をうまく活用することでスピリットを効率的に獲得でき、魔法をより多く、早く習得することができる。また、ダイスをクリック（キック）することで出す絵柄を操作することもできる。Lesson開始時に選択する教室や先生によってダイスに描かれている絵柄が変わり、組み合わせによっては魔法の発動に必要な絵柄が足りなくなるために絶対に発動させることが出来ない魔法がある場合がある。
ここで習得した魔法が、後の試験やクエストをクリアするのに必要となる。
Quest
主人公の弟子であるアリアとカヤの育成、また各ヒロインの攻略にも大きくかかわるパート。Questを実行するために習得しておかねばならない魔法がQuestごとに設定されており、それを習得していない場合はそのQuestを選択できない。また同じ魔法であっても、アリアとカヤのどちらが習得しているかも関係する。
Questをクリアするとアイテムや新しい教室、ヒロインの好感度を得ることがある。
試験
このゲームの主目的である弟子の育成の成果を見るために、各年度の最終週に行われる。クリアすることが次年度へ進む（3年目は卒業する）ための絶対条件となる。ダイスを振って規定の課題をクリアすると試験合格となる。試験内容は特定の魔法を発動する、あるスピリットを一定以上獲得するなどがあり、アリアとカヤでそれぞれ別の課題が課せられる。特定の魔法を発動するという課題の場合、試験が行われる週までにその魔法を習得していないと試験を受けることもできずにゲームオーバーとなってしまう。

## editio perfecta
2008年6月27日に発売された完全版のeditio perfectaでは、主人公であるドミノを含めた全キャラクターにボイスが追加された。その他の追加要素として『リトルウィッチファンディスク 〜ちいさな魔女の贈りもの〜』に収録されていたショートストーリーと、書き下ろしのハーレムストーリーが収録されている。
また、通常版のセーブデータを使用することで既に攻略したシナリオの再攻略を省略でき、シーン回想や音楽なども閲覧できるようになる。ただし、通常版でシーン回想や音楽などを100%閲覧できる状態のセーブデータを使用しても追加収録分の閲覧は出来ない。
リトルウィッチ発売の作品の中で唯一主人公に声が当てられている。

## スタッフ
- 原画：大槍葦人
- ディレクター: 黒瀬ゆづき
- シナリオ: 田中一郎 日暮清治 北川晴 奈落ハジメ 木村ころや 桐月 卯月桜
- 音楽: Blueberry & Yogurt（ヨーグルト）yan（鳥煮亭） 大嶋啓之 refio（myu）